# Pulse of Europe

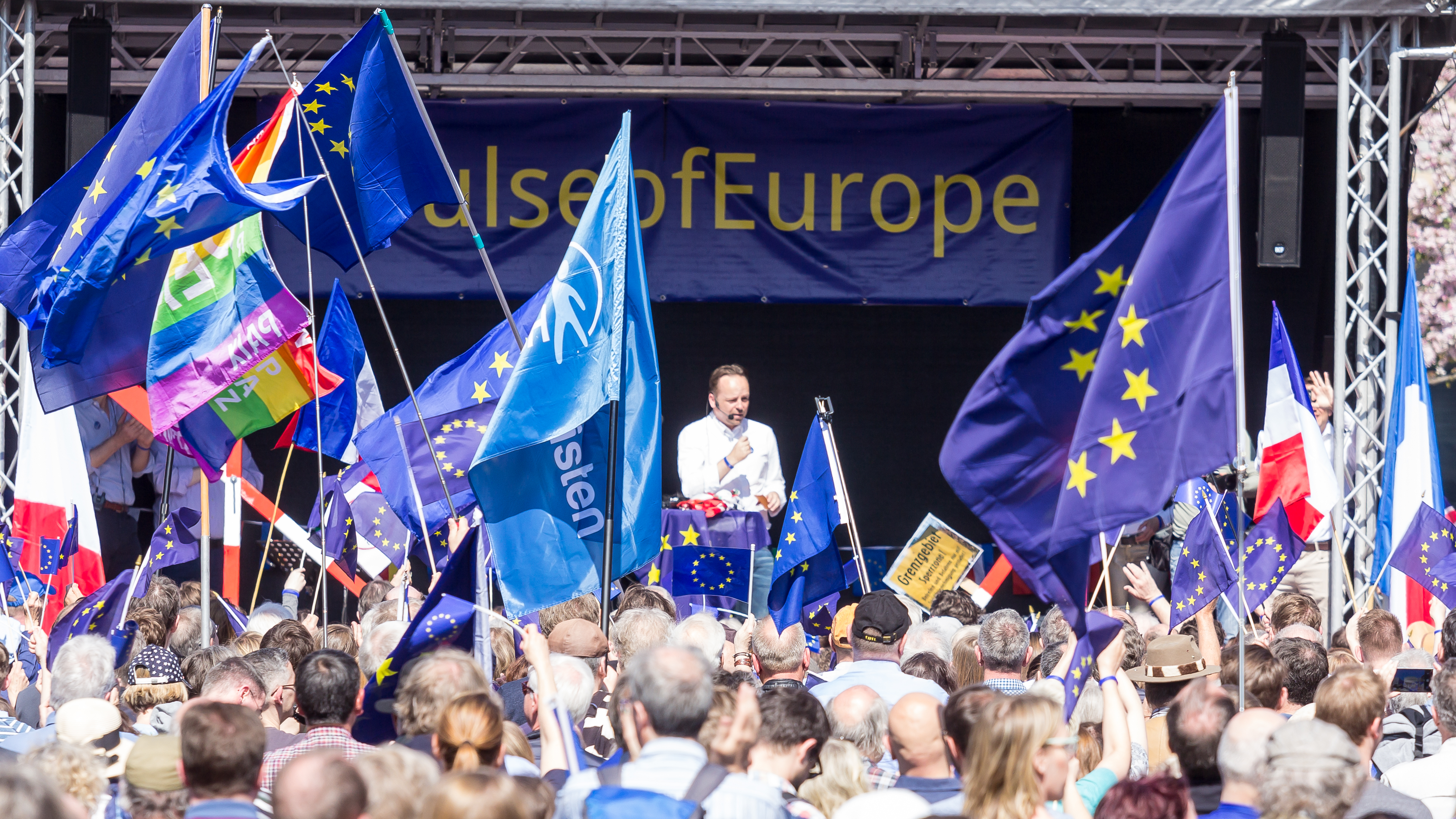
Een bijeenkomst van Pulse of Europe in Frankfurt

Pulse of Europe is een burgerinitiatief dat in eind 2016 in Frankfurt am Main opgericht werd. Het doel van deze pro-Europese burgerbeweging is om de "Europese gedachte" weer zichtbaar en hoorbaar te maken". Aanleiding hiervoor is de Brexit, maar ook de opkomst van diverse rechts-populistische en nationalistische partijen. Het doel van Pulse of Europe is om het pro-EU geluid uit te dragen en zo alle pro-EU krachten te ondersteunen en samen te brengen. Sinds 7 april 2017 is Pulse of Europe als vereniging geregistreerd.

## Doelstellingen
Naar eigen zeggen is Pulse of Europe niet verbonden aan een partij. Wel heeft het initiatief aan aantal doelstellingen geformuleerd. In de eerste plaats worden deelnemers opgeroepen zich openlijk achter de Europese gedachte te scharen en op te komen voor de bescherming van de Europese grondvrijheden, onder andere die van de persvrijheid. Daarnaast omvat de Europese identiteit ook het behoud van regionale en nationale diversiteit, omdat deze juist als verrijking worden gezien.

## Manifestaties
Pulse of Europe houdt elke zondagnamiddag  manifestaties in de straten en pleinen van Europa.
De volgende steden nemen deel.

### Albanië
- Tirana

### België
- Brussel

### Denemarken
- Kopenhagen

### Duitsland
- Aachen
- Ahaus
- Aschaffenburg
- Augsburg
- Backnang
- Bad Driburg
- Bad Kreuznach
- Baden-Baden
- Bamberg
- Bayreuth
- Berlijn
- Bielefeld
- Bochum
- Bonn
- Brakel
- Braunschweig
- Bremen
- Celle
- Coburg
- Dortmund
- Darmstadt
- Dresden
- Düsseldorf
- Erfurt
- Erlangen
- Essen
- Frankfurt a.M.
- Freiburg
- Friedlingen
- Friedrichshafen
- Fulda
- Gießen
- Göttingen
- Gronau (Westfalen)
- Günzburg
- Gütersloh
- Halle a.d. Saale
- Hamburg
- Hameln
- Hannover
- Heidelberg
- Hildesheim
- Jena
- Karlsruhe
- Kassel
- Kiel
- Koblenz
- Konstanz
- Köln
- Krefeld
- Leipzig
- Lemgo
- Lübeck
- Magdeburg
- Mainz
- Mannheim
- Marburg
- Mosbach
- München
- Münster
- Neubrandenburg
- Nürnberg
- Offenburg
- Oldenburg
- Osnabrück
- Paderborn
- Passau
- Potsdam
- Rathenow
- Regensburg
- Rheine
- Rostock
- Saarbrücken
- Speyer
- Sonthofen
- Stuttgart
- Trier
- Tübingen
- Ulm
- Unna
- Warburg
- Weinheim
- Wiesbaden
- Würzburg
- Zwickau

### Frankrijk
- Bordeaux
- Cluny
- Parijs
- Lille
- Limoges
- Lyon
- Montpellier
- Straatsburg
- Toulouse

### Griekenland
- Athene

### Groot-Brittannië
- Bath
- High Wycombe

### Italië
- Rome
- Forli

### Ierland
- Galway

### Oostenrijk
- Innsbruck
- Krems
- Salzburg
- Wenen

### Kosovo
- Pristina

### Luxemburg
- Luxemburg

### Nederland
- Amsterdam
- Groningen
- Maastricht
- Eindhoven
- Utrecht

### Polen
- Wroclaw
- Warschau

### Portugal
- Lissabon

### Roemenië
- Galati

### Zweden
- Stockholm

### Spanje
- Barcelona
- Madrid

### Oekraïne
- Kiëv